# Joseph Ludwig Raabe
Joseph Ludwig Raabe, född 15 maj 1801 i Brody, Galizien, död 22 januari 1859 i Zürich, var en schweizisk matematiker.
Raabe blev efter studier i Wien professor i matematik vid gymnasium i Zürich 1833 och samtidigt privatdocent vid därvarande universitet. År 1855 utnämndes han till professor i matematik vid Polytechnikum i samma stad. 
Raabe författade ett stort antal matematiska avhandlingar, de flesta införda i "Journal für die reine und angewandte Mathematik" och företrädesvis behandlande teorin för definita integraler, serier, bernoullitalen samt differentialekvationers integration. Han utgav även en Differential- und Integralrechnung (tre delar, 1839–47).